# Csehszlovák Légió

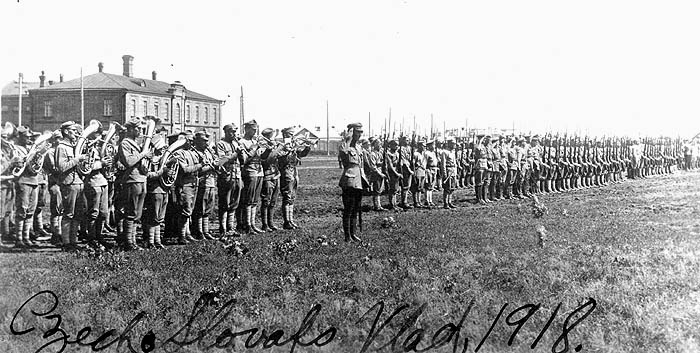
Az oroszországi Csehszlovák Légió katonái (1918)

A Csehszlovák Légió nevű önkéntes haderő az első világháború alatt alakult az Osztrák–Magyar Monarchia cseh és szlovák etnikumú állampolgáraiból, akik az antant melletti harc révén kívánták elősegíteni hazájuk függetlenné válását, Csehország elszakadását Ausztriától illetve Szlovákia elszakadását Magyarországtól és közös államuk, Csehszlovákia megteremtését. A csehszlovák légió részt vett az első világháború harcaiban illetve a fehérek oldalán az oroszországi polgárháborúban egészen 1919 novemberéig. Olyan emigráns politikusok támogatásával, mint a cseh Tomáš Garrigue Masaryk és a szlovák Milan Rastislav Štefánik, a haderő idővel elérte a 100 000 fős létszámot.
A légió későbbi tagjai három évig kis egységként harcoltak a cári hadseregben. A Csehszlovák Légió hivatalosan 1917-ben alakult meg. További csehszlovák egységek harcoltak  Franciaországban a háború kezdete óta (Nazdar század) hasonló egységek létrejöttek Olaszországban és Szerbiában is. Az önkéntesekhez később csatlakoztak a központi hatalmak oldaláról fogságba esett vagy dezertált cseh és szlovák katonák is. Etnikailag a többségük cseh volt, a szlovákok aránya 7%-ot tett ki Oroszországban, 3%-ot Olaszországban, 16%-ot Franciaországban.
Számos jelentős csatában vettek részt, így a zborovi és a bahmacsi csatában a központi hatalmak ellen, majd a vörösök ellen a polgárháborúban, amikor egy ideig a transzszibériai vasútvonal nagy részét és számos jelentős szibériai várost is a hatalmukban tartottak.
A Csehszlovák Légió általános elnevezés mellett az oroszországi egységeiket Csehszlovák Hadtestnek is nevezték. Nevük megelőzte a később létrejött csehszlovák állam elnevezését.

## Áttekintés
Az oroszországi Csehszlovák Légió 1917-ben alakult, a franciaországi 1917 decemberében, Amerikában élő cseh és szlovák önkéntesekkel kiegészülve, az olaszországi pedig 1918 áprilisában. A légió részt vett az első világháború ideje alatt a vouziers-i, arrasi, zborovi, Doss Altó-i, bahmacsi ütközetekben.

## Az oroszországi Csehszlovák Légió

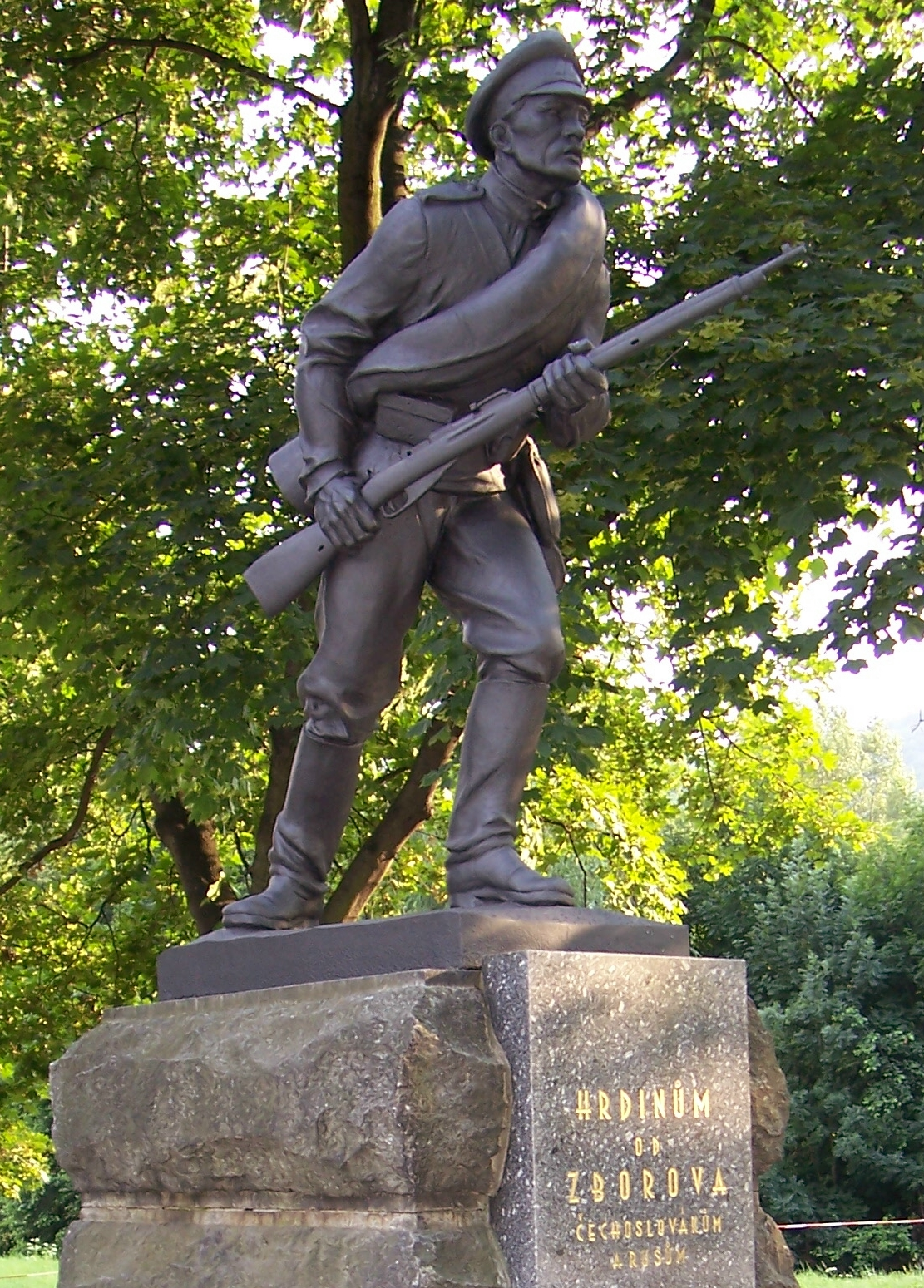
A zborovi csata emlékműve

Amint kitört az első világháború, az Orosz Birodalom területén élő csehek kérvényt nyújtottak be II. Miklós orosz cárhoz az Osztrák–Magyar Monarchia elleni harchoz egy nemzeti alapon szerveződő erő felállításához, amelyhez ő a beleegyezését adta. 1914-ben létrejött egy cseh század (Csesszkaja szotnya vagy Csesszkaja druzsina, Česká družina), amely csatlakozott az orosz hadsereghez.
1915 májusától ezen erő részét képezték az Osztrák–Magyar Monarchia hadseregéből dezertáló cseh és szlovák nemzetiségű katonák és hadifoglyok. 1916 februárjában átalakult csehszlovák gyalogsági lövész ezreddé, majd 1916 májusában egy 7300 személyből álló csehszlovák gyalogsági lövész dandárrá. Masaryk és Štefánik Oroszországba utazott 1917-ben, hogy tárgyaljanak az egységek számának növeléséről és a parancsnokságuk alá vonásáról, hogy létrejöhessen a független csehszlovák hadsereg.
A dandár három ezredből állt:
- Az első Husz János gyalogsági lövész ezred 1916 februárjában alakult.
- A második Podjebrád György gyalogsági lövész ezred 1916 májusában alakult
- A harmadik Jan Žižka gyalogsági lövész ezred 1917 májusában alakult.

1917 szeptemberében a dandár átalakult az 1. huszita lövész hadosztállyá és 1917 októberében egybeolvadt az 1917 júliusában alakult 2. gyalogsági lövész hadosztállyal, létrehozva az oroszországi Cseh Hadtestet kb. 38 500 fős létszámmal. A cseh hadsereg létszáma csúcspontján kb. 61 000 fő volt. 4112 csehszlovák légiós katona vesztette életét Oroszországban az első világháború ideje alatt.

## A Csehszlovák Légió tevékenysége Szibériában

Polgárháború és intervenció Szovjet-Oroszországban, a kék vonalak a fehérek és a csehszlovák légió előrenyomulását mutatják

Az októberi forradalmat követően az Oroszországban hatalomra került bolsevik kormány aláírta a breszt-litovszki békét a központi hatalmakkal.
A bolsevikok és a csehszlovák csapatok vezetői megállapodtak az egységek kivonásáról, hogy a Franciaországban lévő csehszlovák katonai alakulatokhoz csatlakozva folytassák a harcot. De mivel Oroszország európai kikötői nem voltak biztonságosak, az egységeket hosszú kerülő úton, Szibérián keresztül a Csendes-óceán parti Vlagyivosztok kikötőjéből evakuálták volna. Bár szükséges volt fokozni a légió harci erejét, és hivatalosan is meghirdették a mozgósítást (már ahogyan erre a hivatalosan nem is létező Csehszlovákia képes volt), de a cseh és szlovák hadifoglyok között nem volt kényszersorozás. A csehszlovák kormány 50 000 Moszin–Nagant típusú (Amerikában oroszországi modellek alapján készült) puskát küldött Vlagyivosztokon keresztül Szibériába a légió felszerelésére.
Masaryk tanácsolta a légiónak, hogy tartsa magát távol az oroszországi eseményektől, de ez nem volt lehetséges.
Miközben a légió lassan és akadozva vonult a transzszibériai vasúton, a bolsevik kormány elfogadta a breszt-litovszki békét és vállalta, hogy hazaküldi Szibériából a német, osztrák, és magyar hadifoglyokat. Lev Davidovics Trockij szovjet hadügyi népbiztos német nyomás hatására elrendelte a légió lefegyverzését és tagjainak letartóztatását, megszegvén a légiónak tett ígéretét arra, hogy biztonságosan elvonulhatnak Franciaországba. A zűrzavaros időkben különféle helyi hatóságok útközben kérik a légiót, hogy mondjon le a saját felfegyverzésének fokozásáról. Végül az antant pedig – nem kis nehézséggel – rávette a csehszlovákokat a maradásra és a bolsevikok elleni harcra. 1918 májusában a bolsevikokkal való feszültségek kirobbantották a "légiók lázadását". Már korábban is konfliktusok forrása volt, hogy míg a légiók vonatai keletre mentek harcolni a szövetségesek oldalán, addig a német, osztrák és magyar hadifoglyok (csekély számú cseh és szlovák hadifogollyal) vonatai nyugat felé mentek, hogy harcoljanak a vörösök oldalán. Közismert történet, hogy a legionáriusok megállítottak egy magyar és német hadifoglyokat szállító vonatot a cseljabinszki a vasútállomáson, és a hadifoglyokkal tettlegességig fajuló szóváltásba kerültek. A légiósok megöltek egy magyar katonát. Ezek után a helyi bolsevik kormányzat letartóztatott néhány csehet. A csehek ezután megrohamozták a vasútállomást, majd elfoglalták az egész várost. Ez az incidens további összecsapásokra adott okot a légió és a bolsevikok között.
A légió különböző egységei a szibériai vasútvonal mentén szétszóródva helyezkedtek el. Ezek az egységek egy bonyolultabb ütközetsorozatot vívtak, melynek fő célja az egységek újraegyesítése volt, hogy azután Vlagyivosztokon keresztül eljussanak a nyugati frontra. Mivel akkoriban ez volt az egyedüli szervezett fegyveres erő Oroszország egész területén (a Trockij parancsnoksága alatt álló Vörös Hadsereg akkoriban még kis létszámú volt és szervezetlen), a szövetséges kormányok nagyrészt egyetértettek abban, hogy a cseheknek fontos szerepük lehetne a bolsevikok elleni harcban. 1918. november 18-án Alekszandr Vasziljevics Kolcsak tengernagy lett kinevezte magát a fehérek orosz államának Legfőbb Vezetőjévé, a csehszlovák légió parancsnoka, Radola Gajda pedig  hűségesküt tett Kolcsaknak. Kolcsak Gajdát 1919-ben ezredessé léptette elő.
Amikor a csehszlovák politikai vezetők megérkeztek Vlagyivosztokba, Štefánik háborús ügyekkel foglalkozó miniszter a légiót a jobb szervezettség érdekében Janin francia ezredes parancsnoksága alá helyezte.
Csúcspontján a légió számottevő területet tartott ellenőrzése alatt a szibériai vasútvonal körül, a Volga folyótól egészen Vlagyivosztokig, elsősorban páncélvonatok segítségével. Eközben nagy mennyiségű hadi, polgári felszerelést és anyagi javakat zsákmányoltak. Jelenlétük szerepet játszott különböző bolsevikellenes csoportok felemelkedésében, és különféle szibériai függetlenségi mozgalmakban is. A szövetségesek utasították a légiót, hogy biztosítsák a Jekatyerinburgba vezető utat, amelynek ők eleget tévén elérték a várost. Az, hogy a Csehszlovák Légió már csak egy nap távolságra volt a várostól, siettette az orosz cár és családjának kivégzését. Ezalatt Masaryk és társai Csehszlovákia szövetségesi elismeréséért dolgozott, amit el is értek – tevékenységükre a koronát a pittsburghi egyezmény tette fel.
A szovjet Vörös Hadsereg létszáma eközben 3 millióra nőtt, és a Csehszlovák Légiót visszaszorította.
Az első világháború végéhez közeledve a szövetségesek megkezdték szibériai intervenciójukat. Az USA-ból (lásd: American Expeditionary Force Siberia), Nagy-Britanniából és Japánból partra szálltak Vlagyivosztokban. A japán erők 500 tengerészgyalogossal érkeztek meg, őket követte 50 brit májusban, 500 amerikai júniusban, és további 600 brit és néhány francia 1918. június végén. Mire megérkeztek, küldetésük teljesen megváltozott – addigra már nyílt háború folyt a bolsevikok és a Csehszlovák Légió és a velük szövetséges fehérek között. Tovább bonyolította a helyzetet, hogy a japán kormány lehetőséget látott a harcokban, így a japán csapatokat bevetették a fehérek és a Csehszlovák Légió oldalán. 1918 szeptemberére 70 000 japán, 829 brit, 1400 olasz, 1400 amerikai és 107 annami (vietnámi) volt francia parancsnokság alatt Vlagyivosztokban és környékén. A szibériai káosz része volt a birodalmi aranytartalék (8 vagon aranyrúd) megérkezése Kazanyból. A káosz atrocitásokkal is együtt járt mind a Vörös Hadsereg, mind a fehér erők részéről – különösen az akkor már japán zsoldban lévő a kozák atamán Grigorij Szemjonov részéről. Mindezen felül az első világháború 1918 novemberében befejeződött, így az, hogy a Csehszlovák Légiót Franciaországba szállítsák, hogy a nyugati fronton harcoljon, értelmét vesztette.
A szibériai vándorlásukba belefáradt és az új országukba hazatérni vágyó csehek 1920-ban megállapodtak a bolsevikokkal, hogy a cári aranyrudakért és az antibolsevista Alekszandr Vasziljevics Kolcsak admirálisért cserébe szabadon távozhatnak az országból. Végül az amerikai Vöröskereszt és saját pénzük segítségével a 67 739 legionárius Vlagyivosztokon keresztül távozott Csehszlovákiába, ahol az első köztársaság hadseregének magjává vált.
Egy kevés számú cseh és szlovák kommunista Szovjet-Oroszországban maradt, Jaroslav Hašek, a Švejk, a derék katona című könyv szerzője szintén csatlakozott a bolsevikokhoz. Ő azután érkezett haza, hogy Oroszország kiutasította. Kevesen közülük a fehér erőkkel tartottak egy rövid időre. Radola Gajda tábornok, aki később a cseh fasiszta mozgalom vezetője lett, látta el jelentős fegyverzettel a Koreai Függetlenségi Mozgalmat, és ezek a fegyverek segítettek nyerni a koreaiaknak a chingshanli csatában.
A cseh légió és az Osztrák-Magyar monarchia más nemzetiségű hadifoglyai között számos atrocitásra került sor. 1919. augusztus elsején a krasznojarszki hadifogolytáborban egy orosz felkelés hatására 17 ártatlan hadifoglyot végeztek ki, akik a Magyar Szövetség elnevezésű önsegélyező szervezetben részt vállaltak.

## A franciaországi Csehszlovák Légió
Franciaországban szerveződött először cseh és szlovák önkéntesekből alakulat. A csehszlovák önkéntesek a Francia Idegenlégióba vonultak be először Párizsban, 1914. augusztus 21-én. 1914. augusztus 31-én, az első C jelű zászlóalj az Idegenlégió második gyalogsági ezredében alakult meg Bayonne-ban. A városban találkozó katonák a „Na zdar!“-t kiáltva üdvözölték egymást, amely üdvözlési formát a Szokol Mozgalom tagjai használtak, ebből lett az első különítmény neve „Nazdar” század, mely már 1915. május 8-án bevetésre került Arrasnál, a második artois-i csata egyik oldaltámadásánál. Az egységet fokozatosan töltötték fel az Oroszországból áthelyezett önkéntesekkel, így jött létre 1917-re az első csehszlovák ezred, a 21. gyalogezred.
Az ezred a front több szakaszán harcolt, így részese volt a német csapatok 1918. május 27-én megindult harmadik nagy támadása elleni védelemnek Vouziers város határában, valamint az Aisne folyó partvédelménél. Bár a német támadás a kemény ellenállás ellenére területnyereséggel járt, stratégiai célját nem érte el és a támadás kifulladt.
1918. június 29-én a francia kormány hivatalosan deklarálja a csehszlovák nemzet jogát az önállóságra, az emigráns politikusokból álló Monarchia-ellenes Csehszlovák Nemzeti Tanácsot pedig de facto csehszlovák emigráns kormánynak ismeri el.

## Az olaszországi Csehszlovák Légió
Olaszország az 1914. augusztus 2-án bejelentett semlegességét megszegve 1915. május 23-án hadat üzent az Osztrák-Magyar Monarchiának, majd 1916. augusztus 28-án Németországnak is. Az olasz fronton a Monarchia hadvezetősége a kezdetektől bevetett cseh legénységű ezredeket, többek között a Brünni (Brno) 8-as és a Theresienstadti (Terezín) 42-es gyalogezredet.
Olaszországban is a fogságba esett, illetve átszökött cseh és szlovák nemzetiségű katonákból szervezték az első felderítő különítményeket. 1917 végére, 1918 elejére már felállították az első ezredet. 1918. április 21-én a Csehszlovák Nemzeti Tanács és az olasz kormány megállapodást írt alá az olaszországi csehszlovák légió felállításáról és 1918. május 24-én ünnepélyes keretek közt megrendezik az olaszországi csehszlovák légió zászlóbontását.
A Légió első ezredét vetették harcba a piavei fronton 1918 májusának végén, két-három héttel a Monarchia június 15-i, négy hadsereggel indított utolsó nagy támadása előtt. A monarchia támadása hét nap alatt kifulladt és június 24-ére a csapatok ismét a kiinduló állásokba vonultak vissza. Ezzel a vereséggel a Monarchia minden reménye elveszett, a hadsereg képtelenné vált egy újabb támadó hadműveletre, a kezdeményezés az antant kezébe került.
Az olaszországi légió parancsnoka októbertől Luigi Giuseppe Piccione lett, akinek nagy szerepe volt a Felvidék megszállásában.

## A Csehszlovák Légió a szerbiai erőkben
A háborúban részt vevő erők fogságba esett tagjainak önkéntes katonai egységekben való részvétele a nemzetközi jog és a hágai egyezmény szempontjából precedensértékű. Így az Odesszában létrehozott első Szerb Önkéntes Hadosztály létrejötte 1916-ban kikövezte a cseh légió megalakulásához vezető utat. A hadosztályban sok cseh és szlovák tiszt, altiszt és katona volt, mivel akkor még nem volt külön cseh-szlovák fegyveres alakulat. Amikor 1916 augusztusában Kijevben megkezdődött a Csehszlovák Légió szervezése, a cseh és szlovák katonák kérvényezhették oda való áthelyezésüket. 67 altiszt és közkatona kérte áthelyezését, míg a 75 tiszt mindegyike a szerb hadosztályban maradást választotta.

## A háború után
Az első világháború után a Légió alakulatai az új csehszlovák hadsereg meghatározó részét képezték. Mivel a Légió csak 1920-ban hajózott be Vlagyivosztokban, ezért a Felvidék 1919-es cseh megszállásában még nem vehetett részt.

## A Csehszlovák Légió bankja és az orosz cárok aranyának legendája

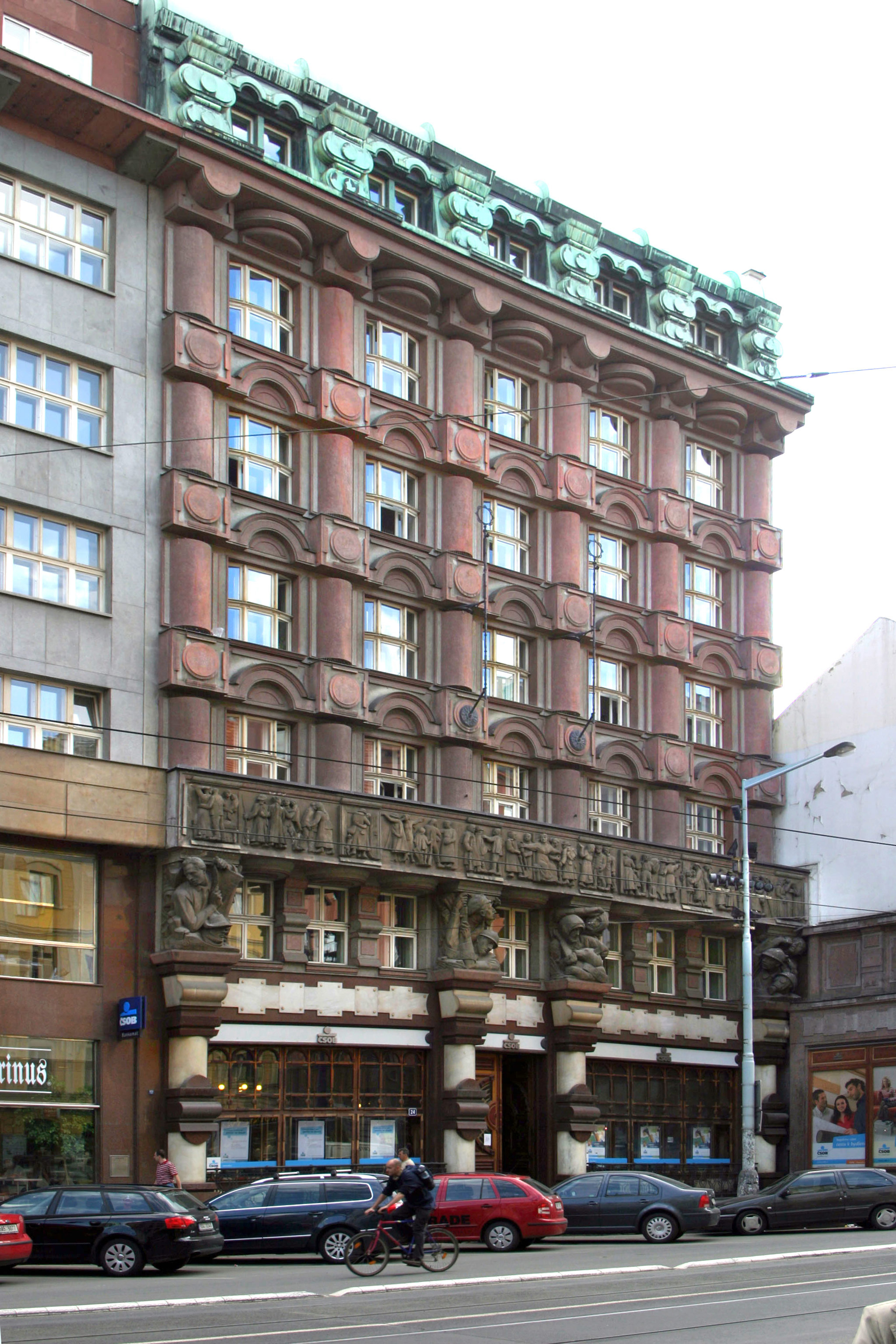
A Csehszlovák Légió bankjának épülete Prágában, épült 1921 és 1923 között

A történet közismert verziója, hogy csak hét vagon lefoglalt cári arany tért vissza Moszkvába, és a légió megtartotta a nyolcadik vagont, hogy azon hajókat vásároljanak vagy béreljenek Vlagyivosztokban. Az aranyat később a Csehszlovák Légió bankjában helyezték el Prágában. A csehszlovák történelmi dokumentumok, mint például a jegyzőkönyv a Légió és a bolsevikok között igen világosan leszögezik, hogy az összes aranyat átadták az orosz szovjethatalom képviselőinek. Más dokumentumok és cikkek szerint a Légió Bank pénzügyi alapját a különféle vállalkozások és a hagyományos cseh takarékosság adták; több mint 50 000 katona kétévnyi megtakarított majdnem teljes zsoldja, egyéb vállalkozásokkal kiegészítve. További – nem csak közvetett – bizonyítékok azonban nem támasztják alá ezt a hivatalos álláspontot. William Clarke A cárok elveszett vagyona című művében idéz a Hongkong & Shanghai Banking Corporation (HSBC) vlagyivosztoki fiókjának nyilvántartásaiból, míg Shay McNeal Titkos összeesküvés a cári arany megmentésére című művében San Franciscó-i banki tranzakciókra hivatkozik. A legdrámaibb bizonyíték azonban közvetett – a 323 millió dollár értékű arany 200 millió dollár értékűre zsugorodott, mire megérkezett a bolsevikokhoz.
A Csehszlovák Légió bankjának a prágai Na Poříčí utcában lévő központi épülete az első Csehszlovák Köztársaság építészeti remekműve. Az épület homlokzatának jellegzetessége a Légió visszavonulásának szibériai helyszínei és a támoszlopok tetején álló légiósok szobrai. Az épület tervezése egyedülállóan ötvözi a morvaországi képeket, az art décót és a cseh szaktudást. 1945 májusában a szovjet Vörös Hadsereg kifosztotta a bankot, annak vagyonát Moszkvába szállították. A Légió Bank épületét a Cseh Export Bank helyreállította és a közelmúltban[mikor?] eladta egy ingatlanfejlesztőnek. A földszinten továbbra is a bank egy fiókja működik.
A Légió híd Prágában szintén a Csehszlovák Légióról kapta a nevét. A Kárpátok legmagasabb csúcsát, a Gerlachfalvi-csúcsot egy időben hivatalosan Legionáriusok csúcsának is nevezték.

## Fordítás
Ez a szócikk részben vagy egészben  a   Czechoslovak Legion című angol Wikipédia-szócikk ezen változatának fordításán alapul.  Az eredeti cikk szerkesztőit annak laptörténete sorolja fel. Ez a jelzés csupán a megfogalmazás eredetét és a szerzői jogokat jelzi, nem szolgál a cikkben szereplő információk forrásmegjelöléseként.

## Kapcsolódó szócikk
- Külföldi intervenció az oroszországi polgárháborúban